# Christian Left
Die im englischen Sprachgebrauch verwendete Bezeichnung Christian Left (deutsch „Christliche Linke“) oder Religious Left (deutsch: Religiöse Linke) ist ein Ausdruck für (meist amerikanische) Christen, die liberale Theologie und linke politische Überzeugungen vertreten. Der Ausdruck wird besonders als Gegensatz zur Christian Right verwendet. Die Christian Left haben viel Übereinstimmung mit dem Linkskatholizismus und den Evangelical Left, die auch Red-Letter Christians genannt werden.

## Christian Left in der amerikanischen Politik
Wie die Vertreter der Religious Right sehen sich auch die Anhänger der Christian Left als überzeugte amerikanische Patrioten und Amerika als christliches Land.
Vertreter der Christian Left finden sich in erster Linie bei den liberalen und mainline-Kirchen und in deren theologischen Seminarien. Örtlich ist sie hauptsächlich im Osten der Vereinigten Staaten, in Kalifornien und im Gebiet der Großen Seen vertreten, jedoch kaum im Bible Belt und im Süden.
Die Christian Left war in der amerikanischen Politik der letzten Jahre deutlich weniger einflussreich als die Religious Right. Gegner der Christian Left führen dies auf eine geringere Anhängerschaft in den Vereinigten Staaten zurück. Befürworter sehen die Anhängerschaft dagegen als viel größer als die der Christian Right an und sehen die Gründe darin, dass Christian Left-Anhänger weniger gewillt sind, ihre politischen Ansichten so lautstark zu artikulieren wie die Religious Right.
Zur Christian Left zählen Vertreter der afro-amerikanischen Bürgerbewegung wie Martin Luther King, Bayard Rustin, Asa Philip Randolph, Andrew Young und Jesse Jackson.
Der ehemalige US-Präsident Jimmy Carter, der Aktivist Jim Wallis, der Baptist Tony Campolo, der Mennonit Ron Sider, der Quäker Richard J. Foster und der Aktivist Shane Claiborne gehören zu den Evangelical left oder zu den Red Letter Christian, wie sie sich teilweise selber nennen.
Neuerdings hat die Christliche Linke begonnen, sich besser zu organisieren, um die gut organisierte Religiöse Rechte zu bekämpfen: The Center for Progressive Christianity und The Christian Alliance for Progress sind zwei solcher Gruppen, die sich in dieser Situation formiert haben.
Barack Obama, Vertreter der Christian Left und früherer US-Präsident, attackierte die Christian Right im Juni 2007. Er warf ihr vor, „den Glauben entführt zu haben und ihn dazu zu missbrauchen, Christen gegeneinander aufzubringen.“

## Themen
Themen, mit denen sich die Christian Left in der amerikanischen Politik besonders befasst, sind
- die Bürgerrechte, besonders für nichtweiße US-Bürger. Hier wird die Tradition der Bürgerrechtsbewegung Martin Luther Kings fortgeführt.
- Sozialpolitik: Religiöse Führer der Christlichen Linken kritisieren an vorderer Front Kürzungen von sozialen Wohlfahrtsprogrammen bzw. befürworten deren Ausbau
- Frauenrechte: Christliche Linke treten für die Gleichberechtigung der Frauen und innerhalb der Kirchen für die Frauenordination ein. Sie sind für die Möglichkeit zum Schwangerschaftsabbruch, weil sie die Lösung des „Problems“ Abtreibung nicht in deren Verbot sehen. Stattdessen setzen sie sich für Programme ein, die Schwangere unterstützen.
- Frieden: Einige christliche linke Gruppen sind Teil der Friedensbewegung, sowohl gegen den Vietnamkrieg wie den Irakkrieg.
- Todesstrafe: Christliche Linke sind in der Regel gegen die Todesstrafe und führen besonders auf Bundesstaatsebene entsprechende Kampagnen durch.
- Sterbehilfe: Im Gegensatz zur Christian Right ist die Christian Left nicht prinzipiell gegen Sterbehilfe, sondern akzeptiert diese unter engen, bestimmten Voraussetzungen. Sie wendet sich aber gegen Euthanasie.
- Homosexualität: Vertreter der christlichen Linken in den USA treten für die Gleichberechtigung homosexueller Paare und ihre unbegrenzte Zulassung zu kirchlichen Ämtern ein und befürworten die Segnung gleichgeschlechtlicher Paare. Einige Linksevangelikale wie Richard B. Hays oder Stanley Grenz heißen homosexuelle Menschen in der Kirche ausdrücklich willkommen, lehnen aber Segnungen ab und erwarten für ein kirchliches Amt entweder eine heterosexuelle Ehe oder sexuelle Abstinenz.[4][5]